# هملت (ماهی)
هملت (نام علمی: Hypoplectrus) یک سرده از تیرهٔ هامورماهیان است که معمولاً در صخره‌های مرجانی دریای کارائیب و خلیج مکزیک (به‌ویژه نزدیک فلوریدا و باهاما) یافت می‌شود.